# Darcy Downs
Darcy Downs (* 26. August 1968) ist ein ehemaliger kanadischer Freestyle-Skier. Er startete in allen Disziplinen und hatte seine Stärken in der Kombination. 1997 wurde er letzter Weltmeister in dieser Disziplin. Zudem gewann er einmal den Freestyle-Gesamtweltcup und sechs Einzelwettkämpfe.

## Biografie
Darcy Downs gab am 10. Januar 1992 in Blackcomb sein Debüt im Freestyle-Skiing-Weltcup und startete von Anfang an in allen Disziplinen. Gleich in seiner ersten Weltcup-Kombination belegte er Platz vier. Sein erster Podestplatz gelang ihm im Dezember 1992 in Tignes, der erste Sieg zweieinhalb Monate später in La Plagne, womit er die Kombinationswertung auf dem zweiten Platz abschloss. Bei den Weltmeisterschaften in Altenmarkt-Zauchensee wurde er Kombinations-Fünfter. 
Während sich Aerials (Springen) und Ballett als seine beiden stärkeren Disziplinen herauskristallisierten, schaffte er es auf der Buckelpiste nicht, sich im Spitzenfeld zu etablieren. 1993/94 feierte Downs drei Siege in der Kombination, konnte sich aufgrund der starken teaminternen Konkurrenz in den Einzeldisziplinen aber nicht für die Olympischen Spiele in Lillehammer qualifizieren. Bei den Weltmeisterschaften in La Clusaz gewann er hinter Trace Worthington die Silbermedaille. Nach einjähriger Pause kehrte er im Dezember 1996 in den Weltcup zurück und sicherte sich mit nur einem Saisonsieg den Gewinn der Gesamtwertung. Bei den Weltmeisterschaften in Iizuna kogen dominierte er die Kombination, zu der allerdings nur vier Teilnehmer antraten, und kürte sich mit Siegen in allen drei Teilen zum Weltmeister. Im Ballett wurde er wie bereits zwei Jahre zuvor Zehnter. Nach dem Wegfall der Weltcup-Kombinationen startete Downs fast ausschließlich im Aerials, konnte sich trotz guter Ergebnisse aber erneut nicht für die Olympischen Spiele qualifizieren. Im März 1998 beendete er seine aktive Laufbahn im Leistungssport.
Als Freestyle-Trainer verhalf Downs Athleten verschiedener Nationen zu Medaillengewinnen bei Olympischen Spielen.

## Erfolge

### Weltmeisterschaften
- Altenmarkt-Zauchensee 1993: 5. Kombination, 26. Aerials, 28. Ballett, 59. Moguls
- La Clusaz 1995: 2. Kombination, 10. Ballett, 17. Aerials
- Nagano 1997: 1. Kombination, 10. Ballett

### Weltcupwertungen
| Saison  | Gesamt | Gesamt | Aerials | Aerials | Moguls | Moguls | Ballett | Ballett | Kombination | Kombination |
| Saison  | Platz  | Punkte | Platz   | Punkte  | Platz  | Punkte | Platz   | Punkte  | Platz       | Punkte      |
| ------- | ------ | ------ | ------- | ------- | ------ | ------ | ------- | ------- | ----------- | ----------- |
| 1991/92 | 59.    | 9      | 26.     | 45      | –      | –      | 31.     | 13      | 7.          | 12          |
| 1992/93 | 18.    | 77     | 20.     | 236     | 43.    | 44     | 22.     | 228     | 2.          | 572         |
| 1993/94 | 4.     | 116    | 18.     | 388     | 52.    | 32     | 12.     | 504     | 3.          | 568         |
| 1994/95 | 4.     | 137    | 15.     | 432     | 47.    | 24     | 6.      | 560     | 2.          | 572         |
| 1995/96 | 77.    | 19     | 36.     | 68      | –      | –      | 24.     | 80      | –           | –           |
| 1996/97 | 1.     | 120    | 14.     | 424     | –      | –      | 9.      | 468     | 2.          | 292         |
| 1997/98 | 10.    | 88     | 9.      | 488     | –      | –      | 19.     | 72      | –           | –           |

### Weltcupsiege
Downs errang im Weltcup 21 Podestplätze, davon 6 Siege:
| Datum            | Ort                   | Land       | Disziplin   |
| ---------------- | --------------------- | ---------- | ----------- |
| 26. Februar 1993 | La Plagne             | Frankreich | Kombination |
| 16. Januar 1994  | Breckenridge          | USA        | Kombination |
| 22. Januar 1994  | Lake Placid           | USA        | Kombination |
| 4. Februar 1994  | La Clusaz             | Frankreich | Kombination |
| 8. Januar 1995   | Blackcomb             | Kanada     | Kombination |
| 8. März 1997     | Altenmarkt-Zauchensee | Österreich | Kombination |

### Weitere Erfolge
- 5 kanadische Meistertitel (Kombination 1992–1994 und 1997, Ballett 1995)[3]